# Olympische Sommerspiele 2008/Leichtathletik – 20 km Gehen (Männer)

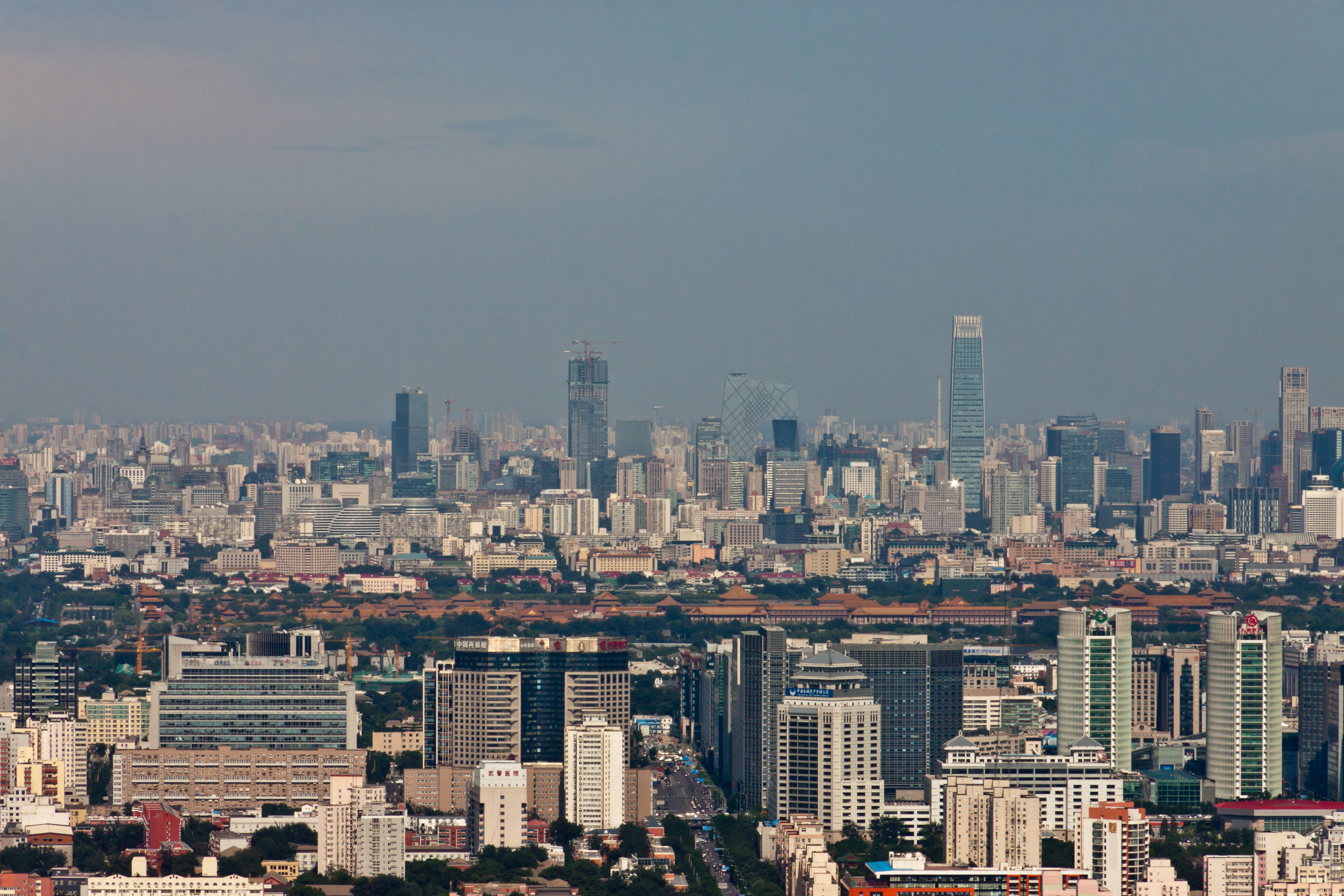
Blick auf die City von Peking im Jahr 2012

Das 20-km-Gehen bei den Olympischen Spielen 2008 in Peking wurde am 16. August 2008 ausgetragen. Der Kurs verlief in der Olympiastadt Peking, Ziel war das Nationalstadion. 51 Athleten nahmen daran teil.
Olympiasieger wurde der Russe Waleri Bortschin, Silber ging an Jefferson Pérez aus Ecuador, und Bronze errang der Australier Jared Tallent.

## Aktuelle Titelträger
| Olympiasieger 2004                      | Ivano Brugnetti ( Italien)                   | 1:19:40 h                                  | Athen 2004          |
| Weltmeister 2007                        | Jefferson Pérez ( Ecuador)                   | 1:22:20 h                                  | Ōsaka 2007          |
| Europameister 2006                      | Francisco Javier Fernández ( Spanien)        | 1:19:09 h                                  | Göteborg 2006       |
| Panamerikanischer Meister 2007          | Jefferson Pérez ( Ecuador)                   | 1:22:08 h                                  | Rio de Janeiro 2007 |
| Zentralamerika und Karibik-Meister 2008 | James Aurelio Rendón ( Kolumbien)            | 1:25:22,7 h                                | Cali 2008           |
| Zentralamerika und Karibik-Meister 2008 | außer Konkurrenz: Jefferson Pérez ( Ecuador) | 1:20:54,9 h                                | Cali 2008           |
| Südamerika-Meister 2007                 | James Aurelio Rendón ( Kolumbien)            | 1:24:25,37 h                               | São Paulo 2007      |
| Asienmeister 2007                       | Cui Zhide ( Volksrepublik China)             | 1:30:22 h                                  | Amman 2007          |
| Afrikameister 2008                      | Mohamed Ameur ( Algerien)                    | 1:22:55 h                                  | Addis Abeba 2008    |
| Ozeanienmeister 2008                    | Wettbewerb nicht im Meisterschaftsprogramm   | Wettbewerb nicht im Meisterschaftsprogramm | Saipan 2008         |

## Bestehende Rekorde
| Weltrekord         | 1:16:43 h | Sergei Morosow ( Russland)    | Saransk, Russland     | 8. Juni 2008 – nur als WBL, nicht als WR geführt |
| Weltrekord         | 1:17:16 h | Wladimir Kanaikin ( Russland) | Saransk, Russland     | 20. September 2007                               |
| Olympischer Rekord | 1:18:59 h | Robert Korzeniowski ( Polen)  | OS Sydney, Australien | 22. September 2000                               |

Der bestehende olympische Rekord wurde bei diesen Spielen nicht erreicht. Der russische Olympiasieger Waleri Bortschin verfehlte den Rekord mit seinen 1:19:01 h allerdings nur um zwei Sekunden. Zum Weltrekord fehlten ihm 1:45 Minuten.

## Ausgangslage
Favoriten für diesen Wettbewerb waren der Weltmeister von 2007 und 2005 Jefferson Pérez aus Ecuador – auch Olympiavierter von 2004, der Vizeweltmeister von 2005 und 2007 Francisco Javier Fernández – auch Europameister von 2006, der Olympiasieger von 2004 Ivano Brugnetti aus Italien. der russische Vizeeuropameister von 2006 Waleri Bortschin, der tunesische WM-Dritte von 2007 und WM-Fünfte von 2005 Hatem Ghoula, der Mexikaner Eder Sánchez als WM-Vierter von 2007 und WM-Achter von 2005.

## Resultat

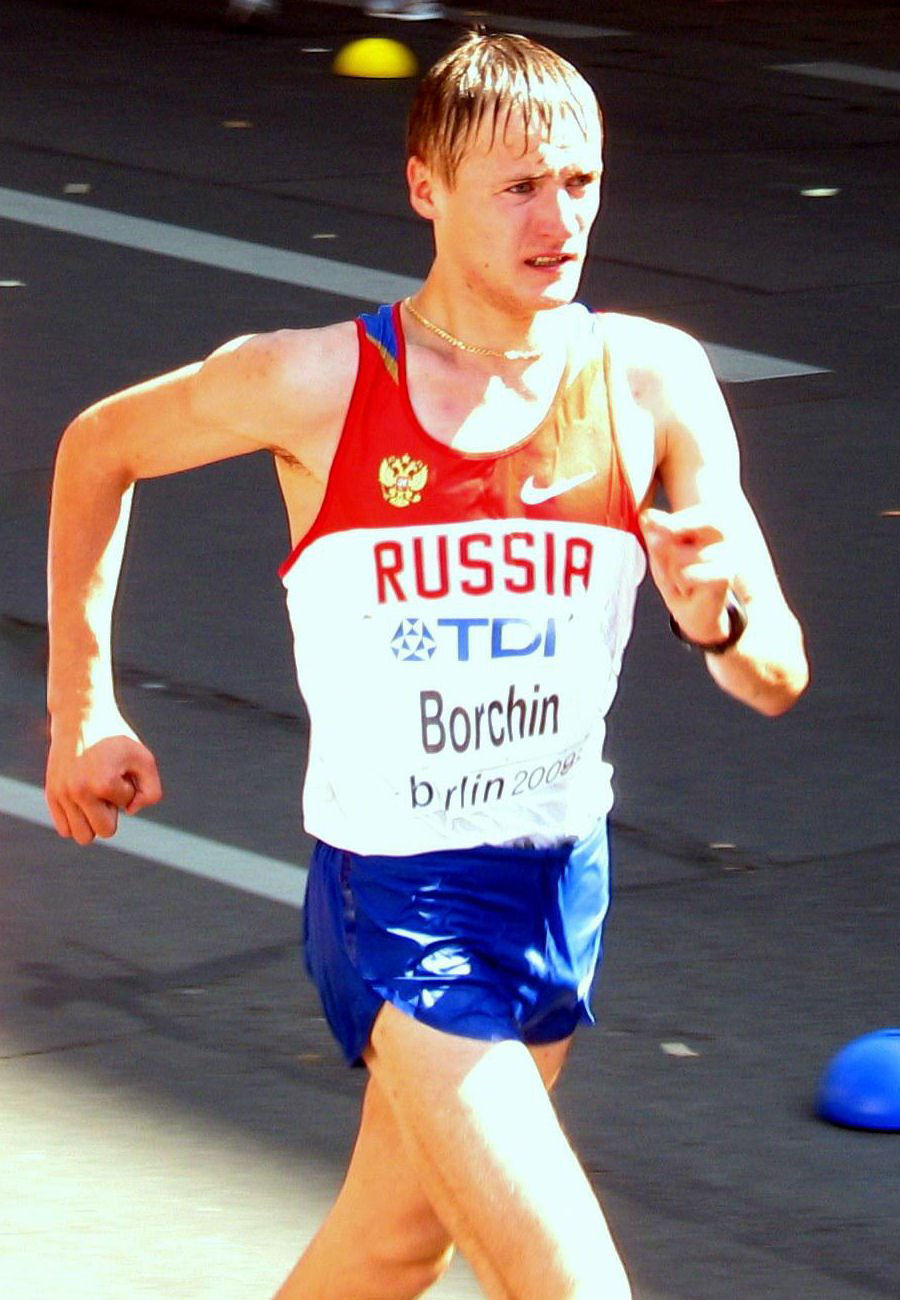
Waleri Bortschin wurde mit seinem starken Schlussabschnitt Olympiasieger

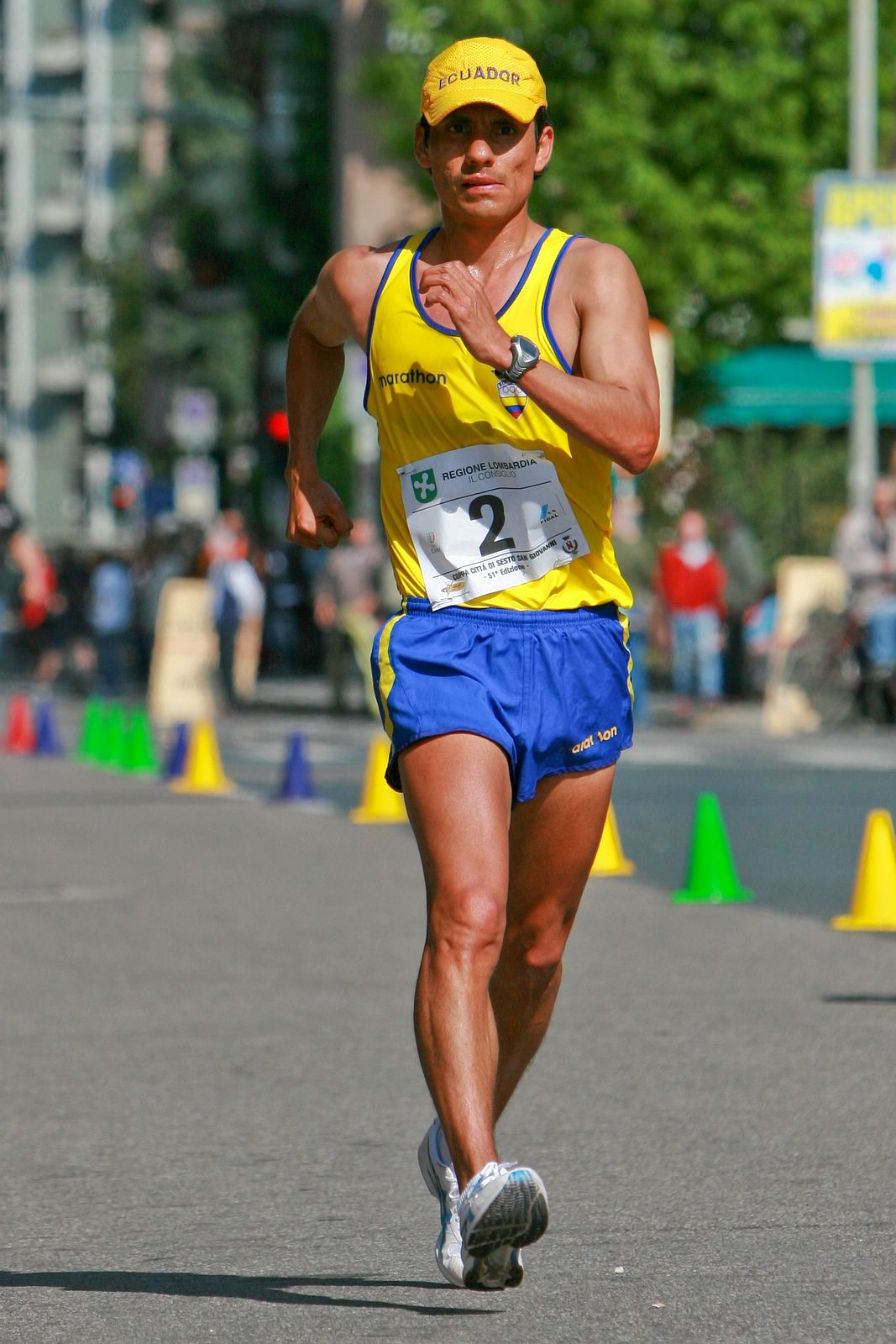
Silbermedaillengewinner Jefferson Pérez

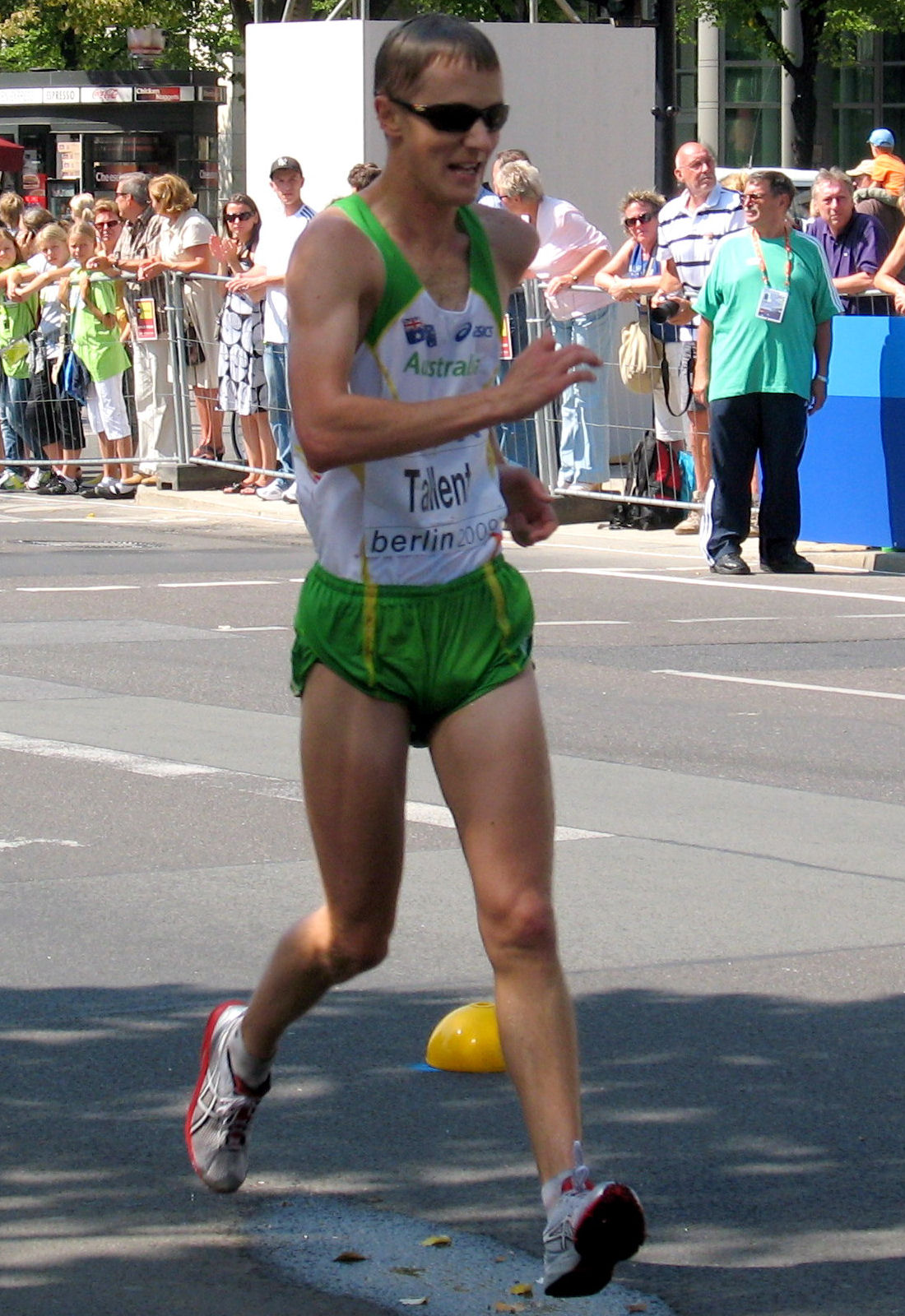
Bronzemedaille für Jared Tallent

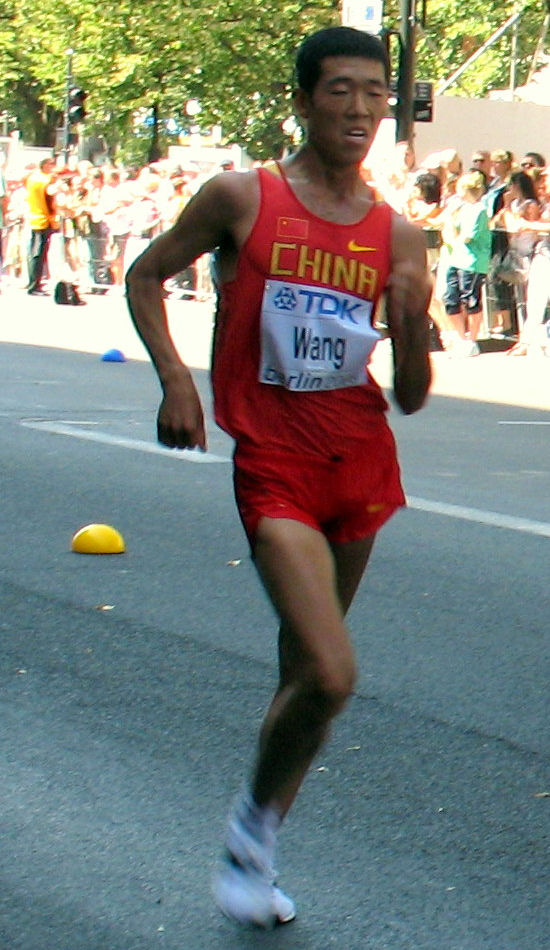
Der viertplatzierte Wang Hao

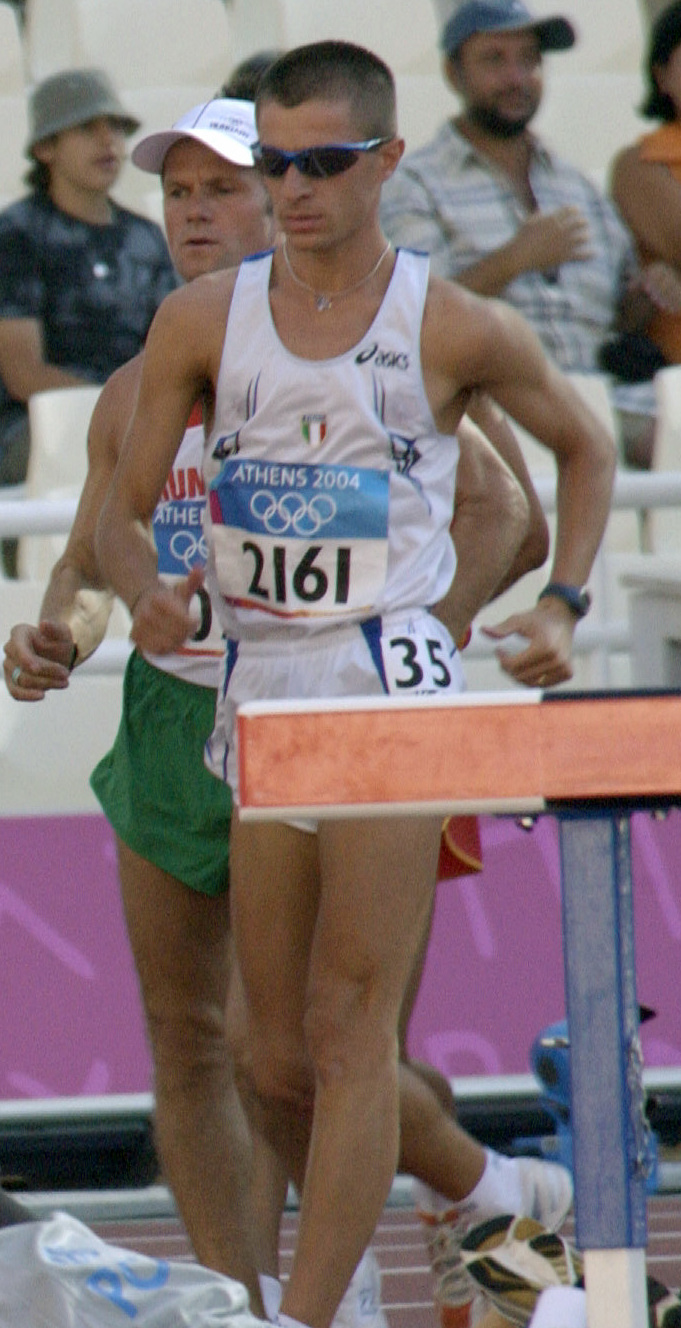
Platz fünf für Ivano Brugnetti

16. August 2008, 9:00 Uhr
| Zwischenzeiten | Zwischenzeiten | Zwischenzeiten                                                                                | Zwischenzeiten |
| Marke          | Zwischenzeit   | Führende(r)                                                                                   | 2-km-Zeit      |
| -------------- | -------------- | --------------------------------------------------------------------------------------------- | -------------- |
| 2 km           | 8:14 min       | Rustam Kuwatow mit großer Gruppe                                                              | 8:14 min       |
| 4 km           | 16:20 min      | Rustam Kuwatow mit großer Gruppe                                                              | 8:06 min       |
| 6 km           | 24:29 min      | Francisco Javier Fernández mit großer Gruppe                                                  | 8:09 min       |
| 8 km           | 32:38 min      | Ivano Brugnetti mit großer Gruppe                                                             | 8:09 min       |
| 10 km          | 40:42 min      | Ivano Brugnetti mit großer Gruppe                                                             | 8:04 min       |
| 12 km          | 48:36 min      | Ivano Brugnetti mit 9-köpfiger Gruppe                                                         | 7:54 min       |
| 14 km          | 56:28 min      | Ivano Brugnetti mit 9-köpfiger Gruppe                                                         | 7:52 min       |
| 16 km          | 1:04:05 h00    | Bortschin / Pérez –Tallent 2 s zurück – Brugnetti 3 s zurück                                  | 7:37 min       |
| 18 km          | 1:11:32 h00    | Bortschin / Pérez 3 s zurück – Tallent 16 s zurück – Brugnetti 25 s zurück – Wang 27 s zurück | 7:27 min       |
| 20 km          | 1:19:01 h00    | Waleri Bortschin                                                                              | 7:29 min       |

| Platz | Name                       | Nation              | Zeit      | Verwarnungen     |
| ----- | -------------------------- | ------------------- | --------- | ---------------- |
| 1     | Waleri Bortschin           | Russland            | 1:19:01 h | Bod              |
| 2     | Jefferson Pérez            | Ecuador             | 1:19:15 h | Bod              |
| 3     | Jared Tallent              | Australien          | 1:19:42 h |                  |
| 4     | Wang Hao                   | Volksrepublik China | 1:19:47 h | Bod              |
| 5     | Ivano Brugnetti            | Italien             | 1:19:51 h | Knie / Knie      |
| 6     | Luke Adams                 | Australien          | 1:19:57 h |                  |
| 7     | Francisco Javier Fernández | Spanien             | 1:20:32 h |                  |
| 8     | Robert Heffernan           | Irland              | 1:20:36 h | Bod              |
| 9     | Luis Fernando López        | Kolumbien           | 1:20:59 h | Bod / Bod        |
| 10    | Chu Yafei                  | Volksrepublik China | 1:21:17 h | Bod              |
| 11    | Yūki Yamazaki              | Japan               | 1:21:18 h | Bod / Bod        |
| 12    | Juan Manuel Molina         | Spanien             | 1:21:25 h | Bod / Bod        |
| 13    | Benjamin Sánchez           | Spanien             | 1:21:38 h |                  |
| 14    | José Alessandro Bagio      | Brasilien           | 1:21:43 h | Bod              |
| 15    | Eder Sánchez               | Mexiko              | 1:21:53 h | Bod              |
| 16    | Kōichirō Morioka           | Japan               | 1:21:57 h |                  |
| 17    | Ilja Markow                | Russland            | 1:22:02 h | Knie             |
| 18    | Giorgio Rubino             | Italien             | 1:22:11 h |                  |
| 19    | David Kimutai Rotich       | Kenia               | 1:22:21 h |                  |
| 20    | Rolando Saquipay           | Ecuador             | 1:22:32 h |                  |
| 21    | Erik Tysse                 | Norwegen            | 1:22:43 h |                  |
| 22    | Iwan Trozki                | Belarus             | 1:22:55 h |                  |
| 23    | Hyunsub Kim                | Südkorea            | 1:22:57 h | Knie             |
| 24    | Andrii Kovenko             | Ukraine             | 1:22:59 h |                  |
| 25    | André Höhne                | Deutschland         | 1:23:13 h | Bod / Knie       |
| 26    | Matej Tóth                 | Slowakei            | 1:23:16 h | Bod              |
| 27    | Hatem Ghoula               | Tunesien            | 1:23:44 h |                  |
| 28    | Dzianis Simanowitsch       | Belarus             | 1:23:53 h |                  |
| 29    | Rafał Augustyn             | Polen               | 1:24:25 h | Knie             |
| 30    | Dong Jimin                 | Volksrepublik China | 1:24:34 h | Bod / Bod        |
| 31    | James Aurelio Rendón       | Kolumbien           | 1:24:41 h |                  |
| 32    | João Vieira                | Portugal            | 1:25:05 h |                  |
| 33    | Park Chil-sung             | Südkorea            | 1:25:07 h | Bod              |
| 34    | Hassanine Sebei            | Tunesien            | 1:25:23 h |                  |
| 35    | Marius Žiūkas              | Litauen             | 1:25:36 h |                  |
| 36    | David Mejia                | Mexiko              | 1:26:46 h | Bod / Bod        |
| 37    | Jean Jacques Nkouloukidi   | Italien             | 1:26:53 h |                  |
| 38    | Andrés Chocho              | Ecuador             | 1:27:09 h |                  |
| 39    | Allan Segura               | Costa Rica          | 1:27:10 h |                  |
| 40    | Juan Manuel Cano           | Argentinien         | 1:27:17 h |                  |
| 41    | Predrag Filipović          | Serbien             | 1:28:15 h | Bod              |
| 42    | Rustam Kuwatow             | Kasachstan          | 1:28:25 h |                  |
| 43    | Kevin Eastler              | USA                 | 1:28:44 h |                  |
| 44    | Siarhei Charnou            | Belarus             | 1:29:38 h |                  |
| 45    | Sérgio Vieira              | Portugal            | 1:29:51 h | Bod              |
| 46    | Jakub Jelonek              | Polen               | 1:30:37 h |                  |
| 47    | Fedosei Ciumacenco         | Moldau              | 1:31:37 h | Knie             |
| 48    | Mohamed Ameur              | Algerien            | 1:32:21 h | Knie / Knie      |
| 49    | Recep Çelik                | Türkei              | 1:32:54 h |                  |
| DSQ   | Chris Erickson             | Australien          |           | Bod / Bod / Knie |
| DSQ   | Takayuki Tanii             | Japan               |           | Bod / Bod / Bod  |

## Wettbewerbsverlauf
Auf der ersten Streckenhälfte wurde ein gemäßigtes Tempo angeschlagen mit 2-Kilometer-Abschnitten zwischen 8:04 und 8:14 Minuten. Nach acht Kilometern hatte der Italiener Ivano Brugnetti die Führung übernommen und er forcierte nach Streckenhälfte das Tempo allmählich, die Zeiten aller folgenden 2-Kilometer-Abschnitte lagen unter acht Minuten. Die bis dahin große Spitzengruppe wurde nun langsam kleiner. Nach zwölf Kilometern waren noch neun Geher vorne zusammen mit Brugnetti an der Spitze. Das änderte sich ab Kilometer vierzehn. Der Russe Waleri Bortschin ergriff jetzt die Initiative und es wurde richtig schnell. So fiel die Gruppe bald auseinander und Bortschin setzte sich alleine mehr und mehr ab von seinen Mitstreitern. Der Australier Jared Tallent war bei Kilometer sechzehn mit zwei Sekunden Rückstand Zweiter, eine weitere Sekunde zurück folgte Brugnetti. Zwei Kilometer vor dem Ziel hatte sich Jefferson Pérez aus Ecuador auf die erste Verfolgerposition vorgearbeitet, sein Rückstand auf Bortschin betrug nur drei Sekunden, während Tallent (16 s zurück) und Brugnetti (25 s zurück) den Abstand auf den Führenden nicht mehr halten konnten. Als Fünfter folgte der Chinese Wang Hao (27 s zurück).
Waleri Bortschin ging seinen Wettkampf mit hohem Tempo zu Ende und wurde schließlich Olympiasieger mit vierzehn Sekunden Vorsprung vor Jefferson Pérez. Jared Tallent hatte im Ziel 41 Sekunden Rückstand auf Bortschin und gewann die Bronzemedaille. Wang Hao wurde nur fünf Sekunden nach Tallent Vierter, weitere vier Sekunden zurück folgte Ivano Brugnetti auf dem fünften Rang. Platz sechs belegte der Australier Luke Adams mit sechs Sekunden Rückstand auf Brugnetti. Deutlich weiter dahinter folgte Francisco Javier Fernández als Siebter.

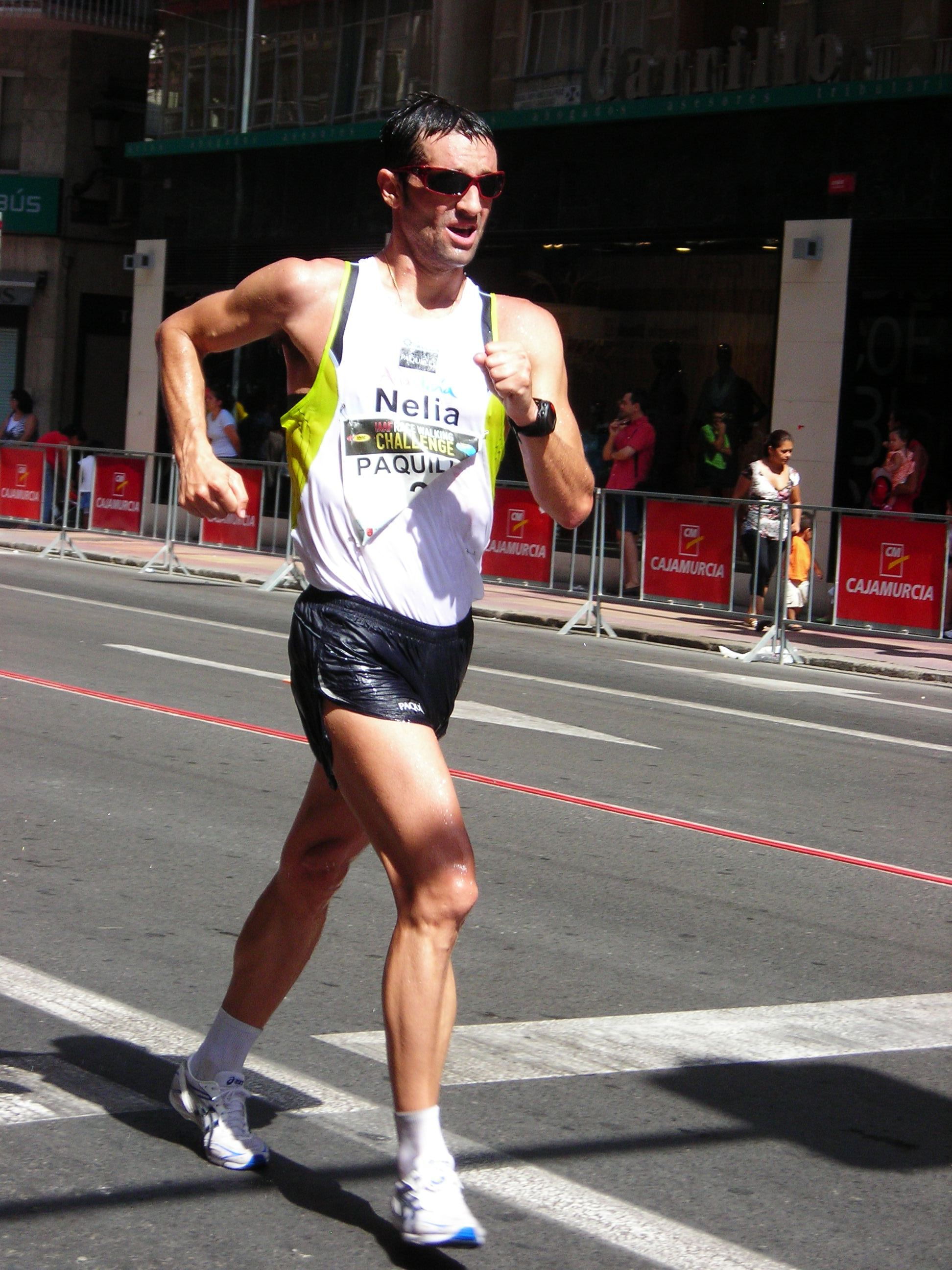
Rang sieben für Francisco Javier Fernández
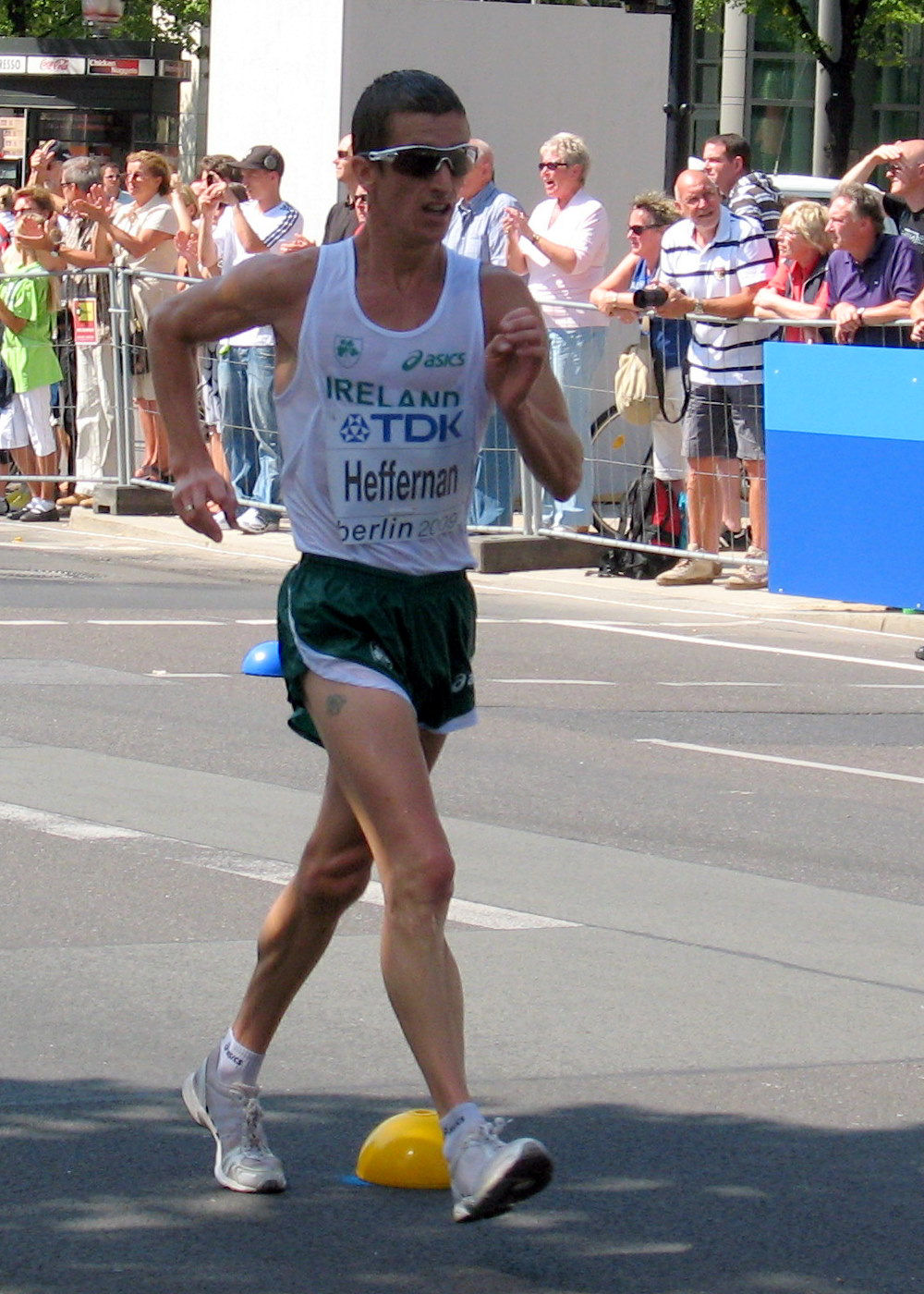
Der Olympiaachte Robert Heffernan
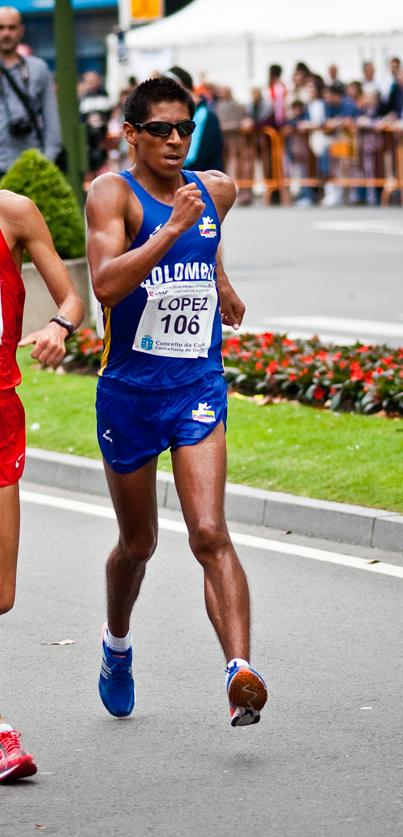
Luis Fernando López kam auf den neunten Platz
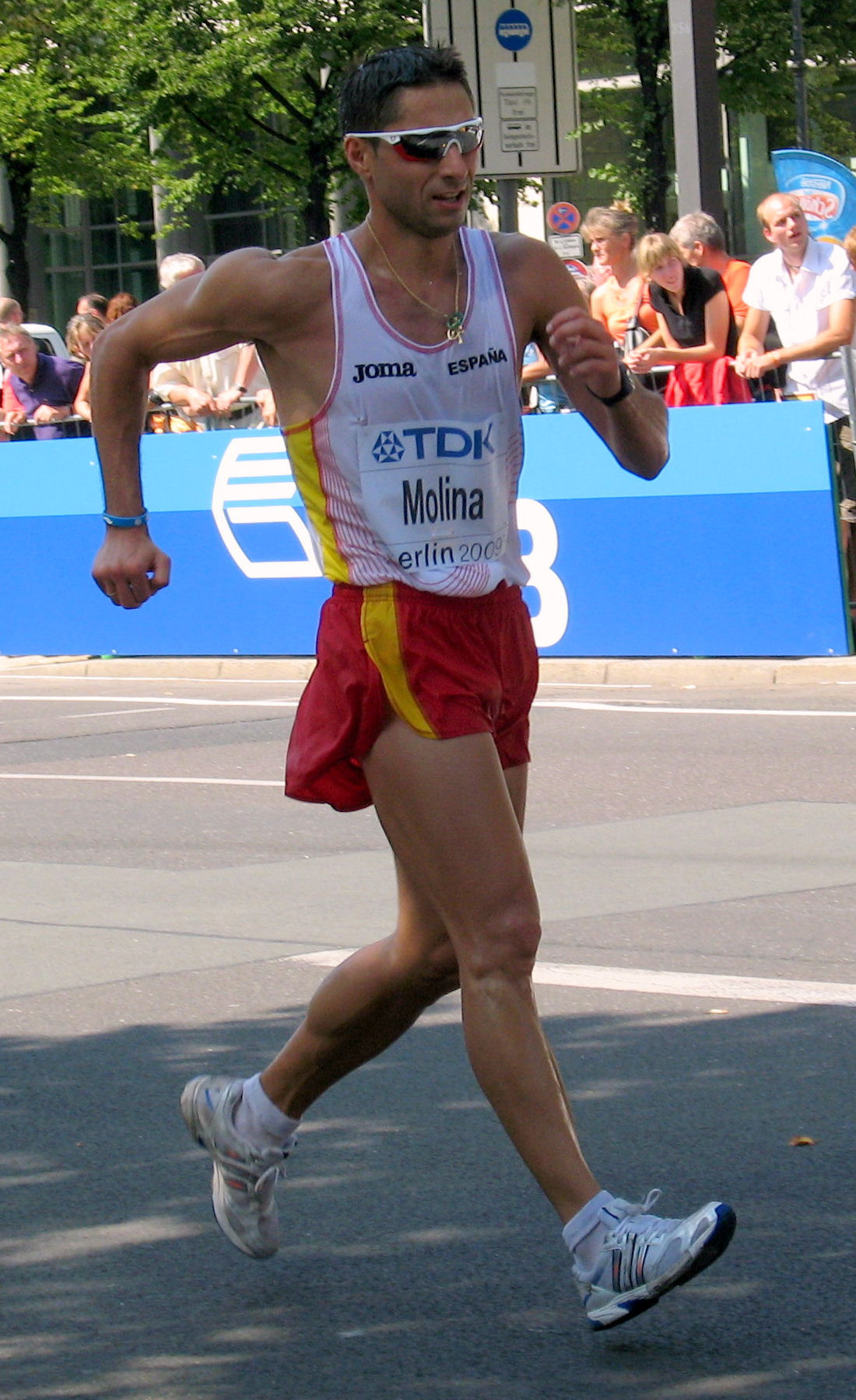
Juan Manuel Molina erreichte Platz zwölf
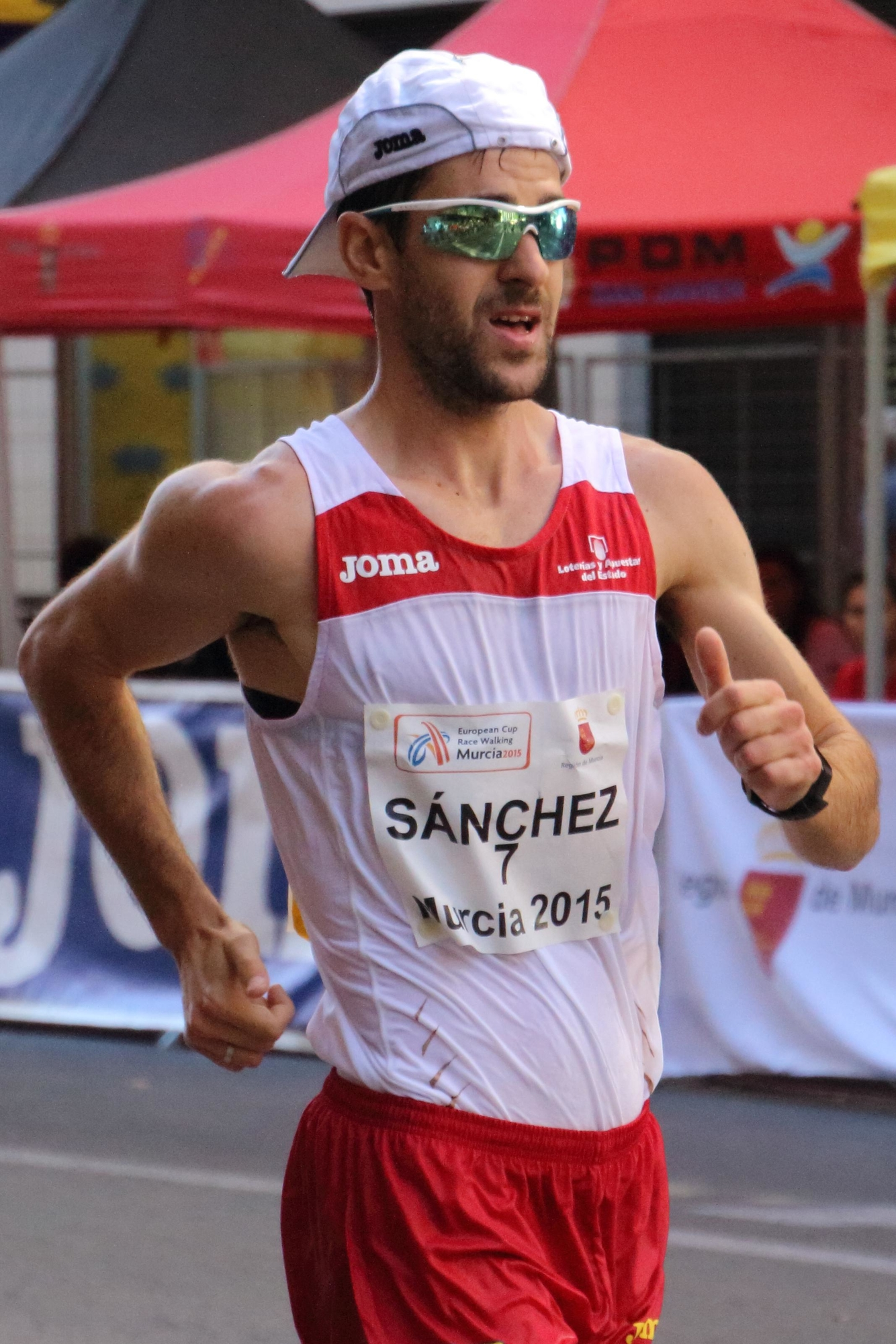
Benjamin Sánchez – Dreizehnter
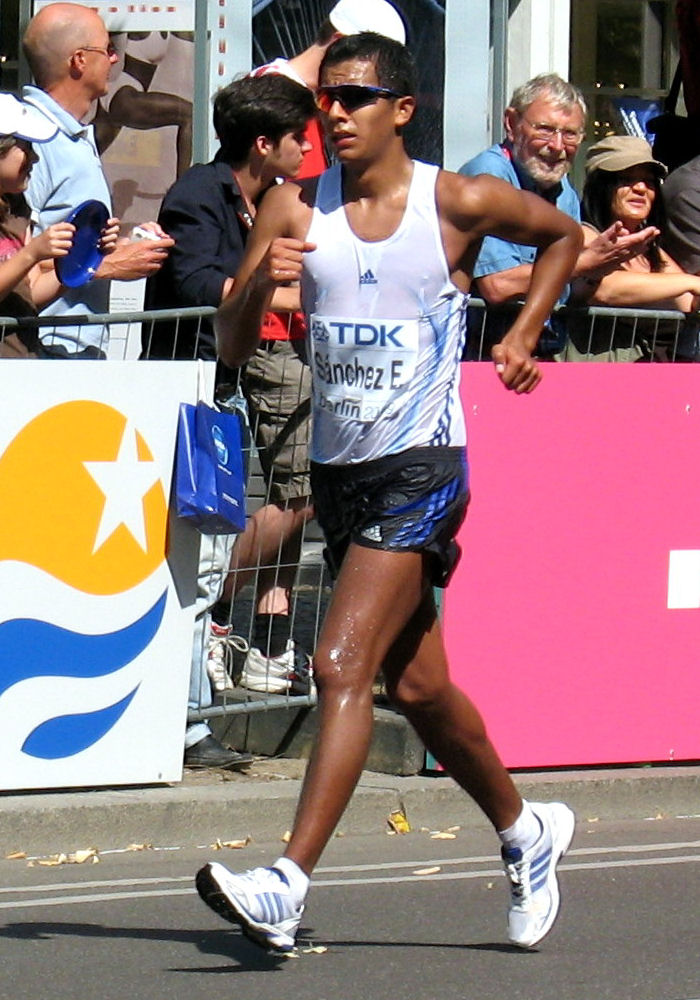
Eder Sánchez – Rang fünfzehn
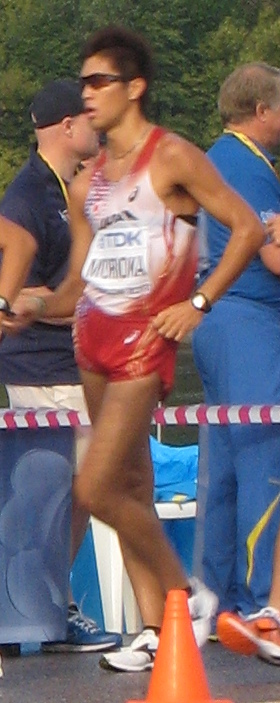
Kōichirō Morioka – Rang sechzehn
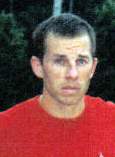
Ilja Markow wurde Siebzehnter
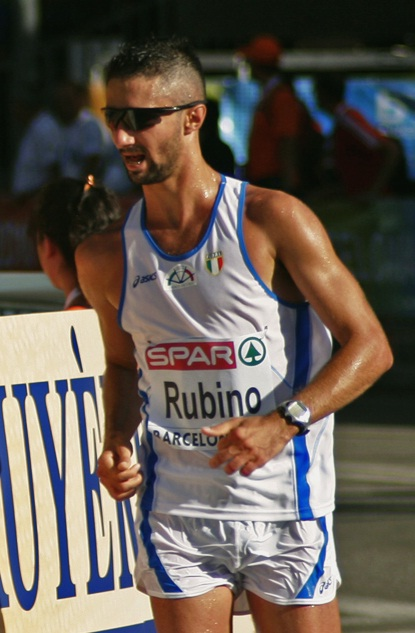
Giorgio Rubino belegte Rang achtzehn
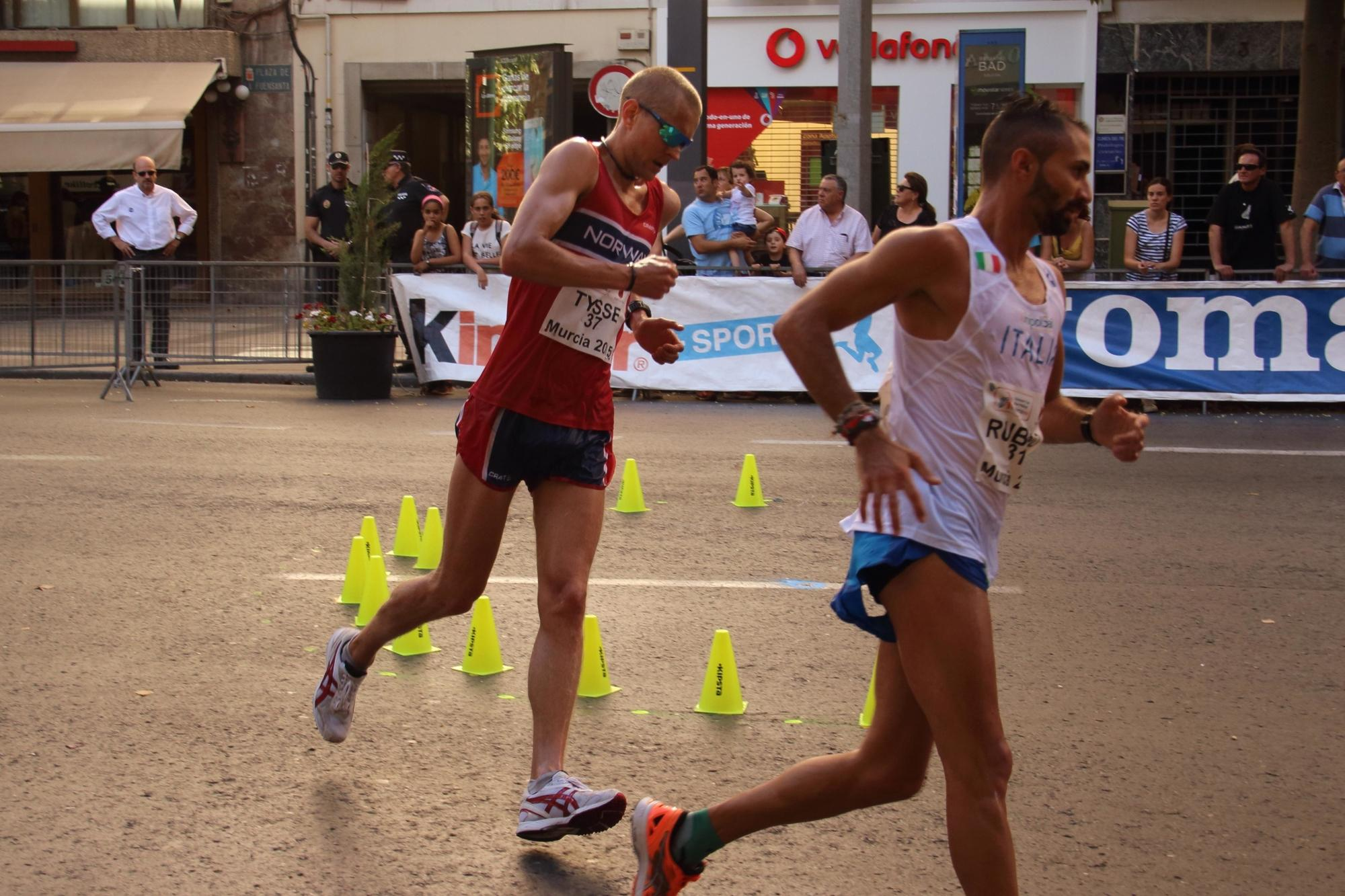
Erik Tysse – Rang 21
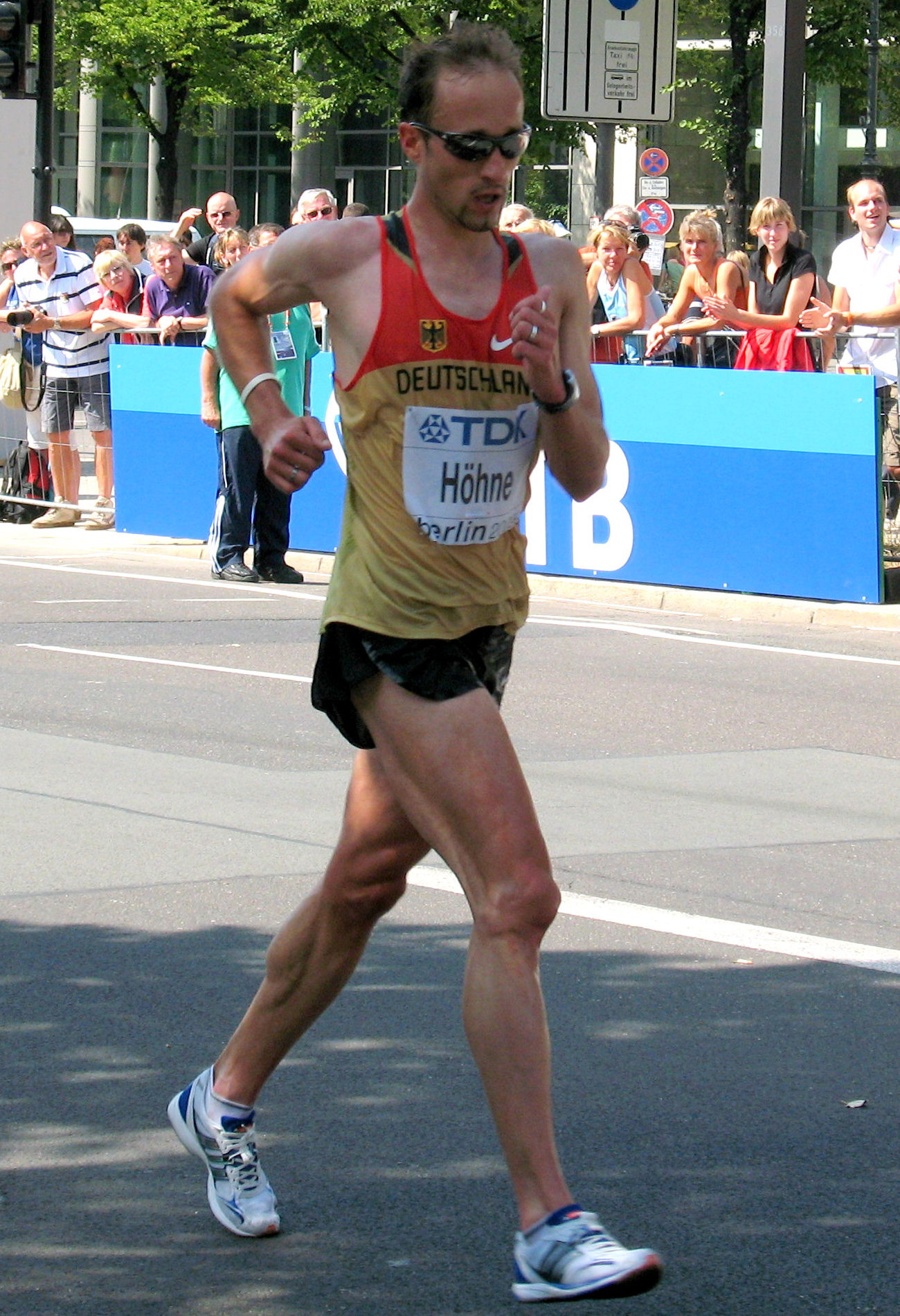
André Höhne – Rang 25
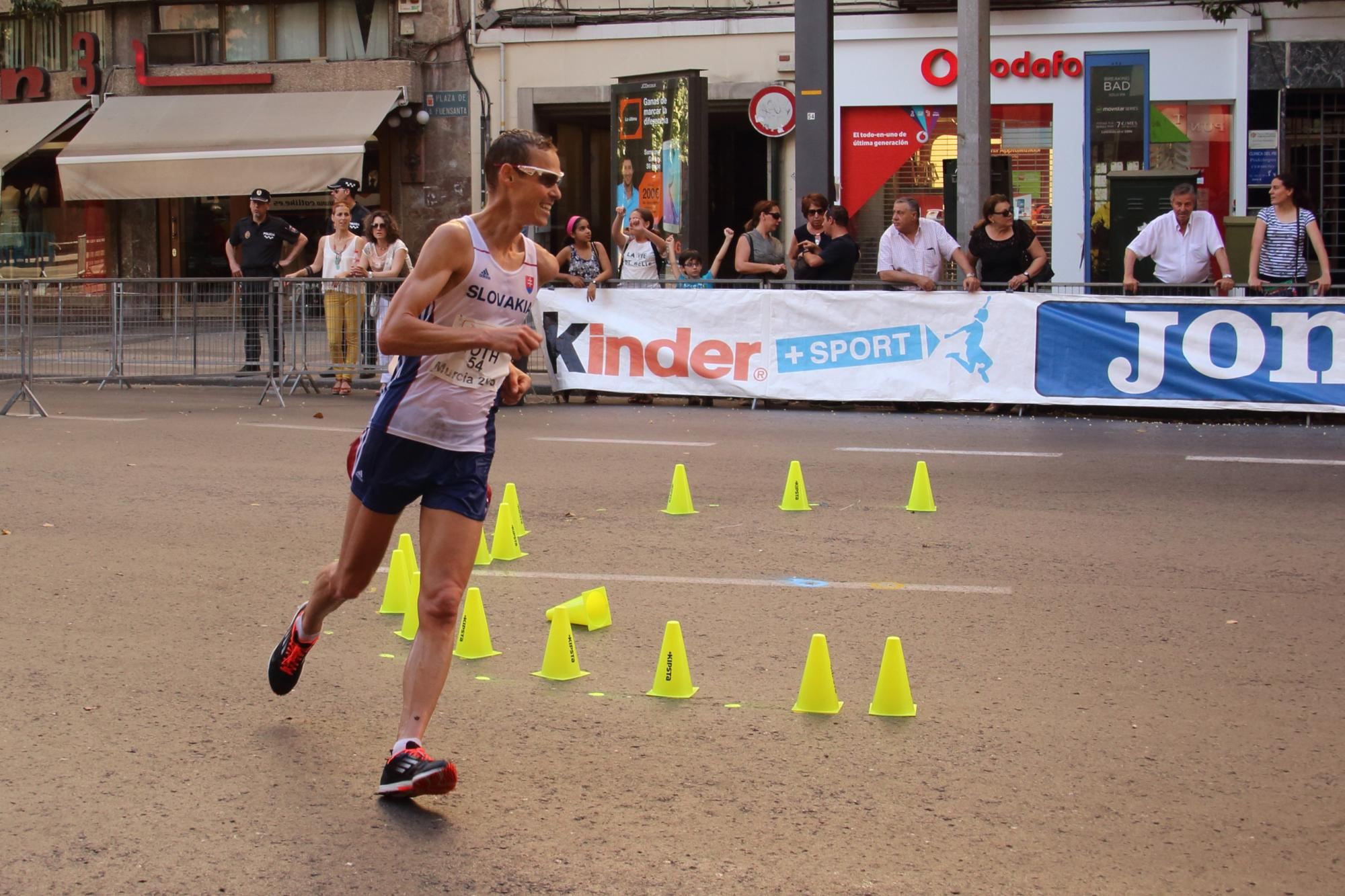
Matej Tóth – Rang 26
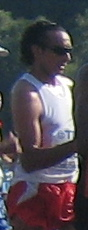
Hatem Ghoula – Rang 27
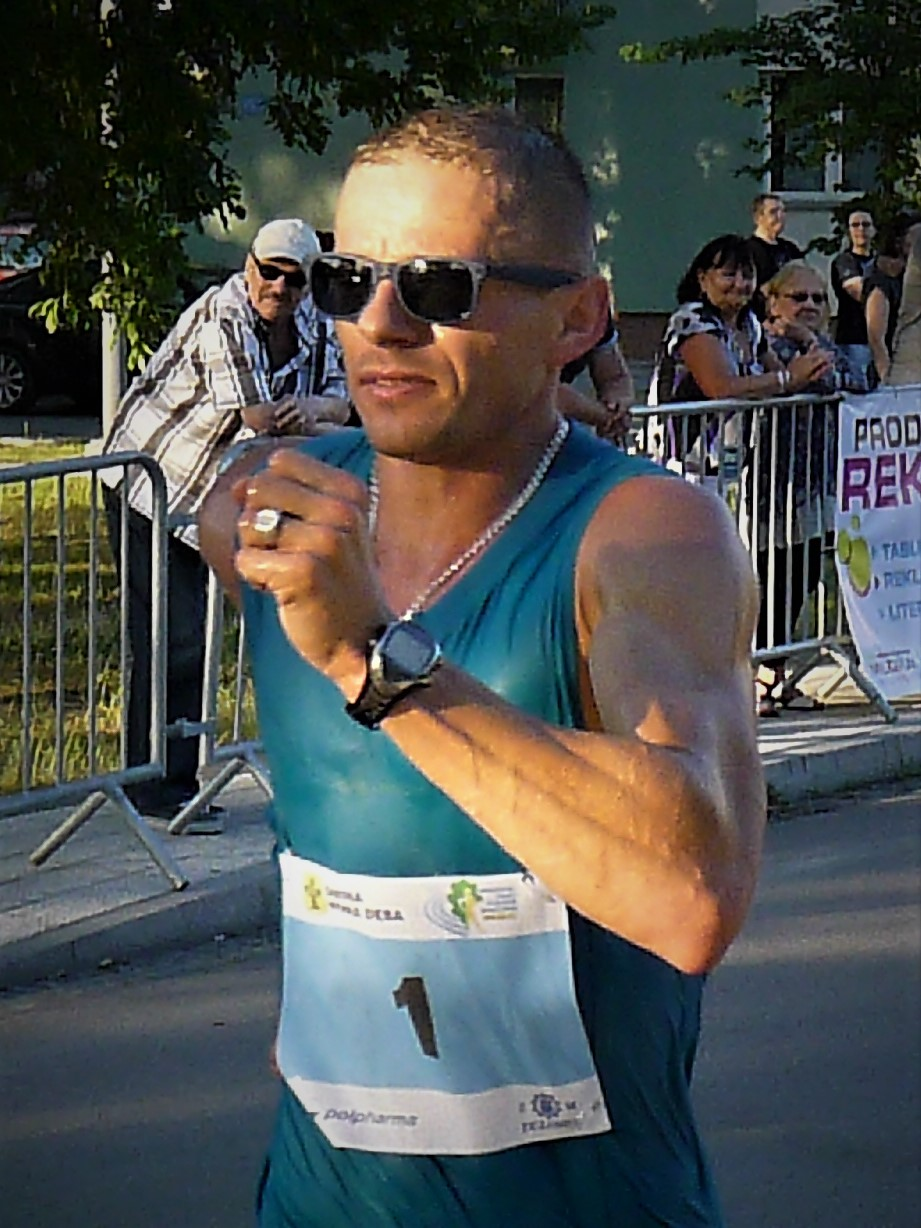
Rafał Augustyn – Rang 29
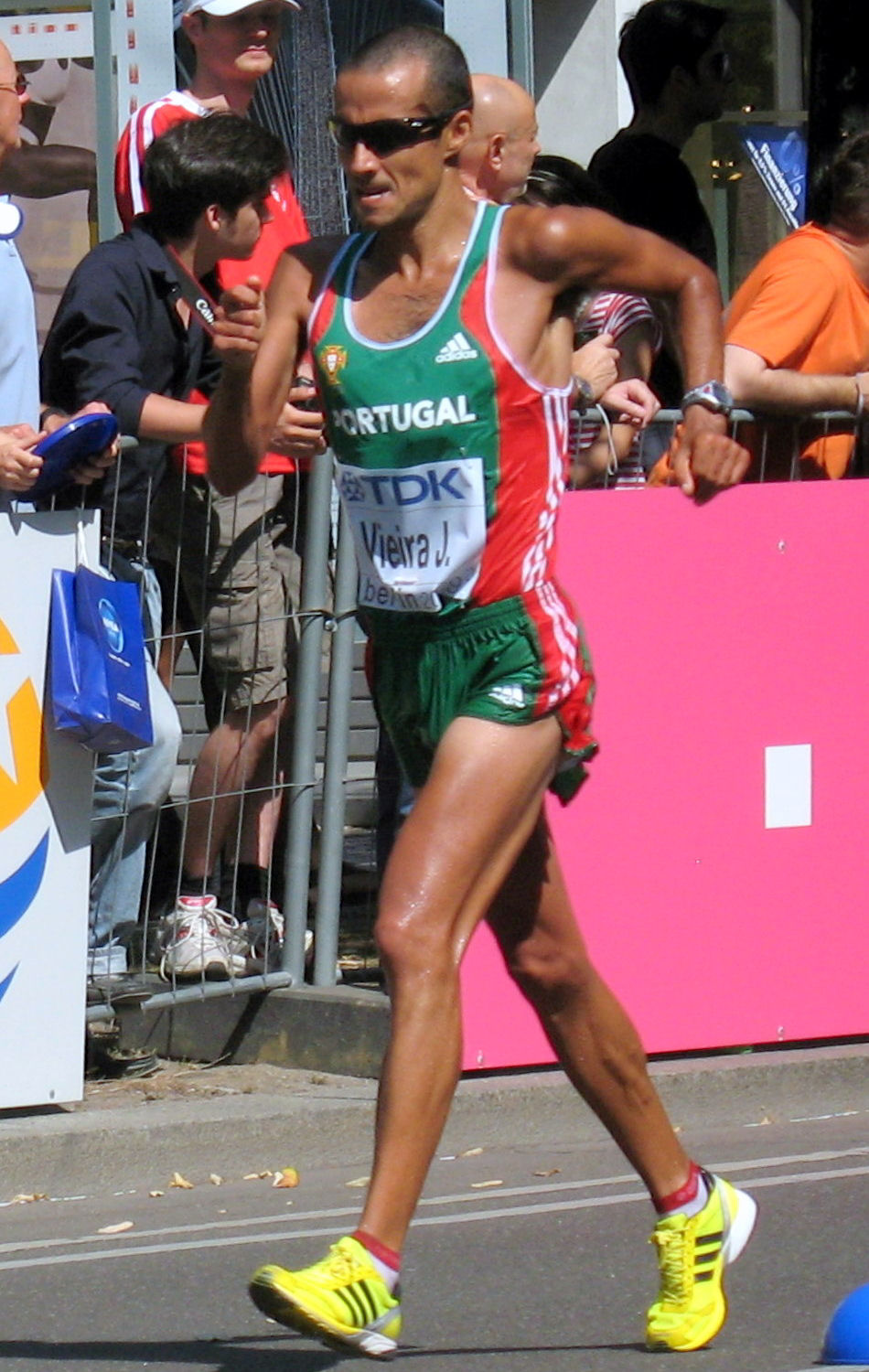
João Vieira – Rang 32
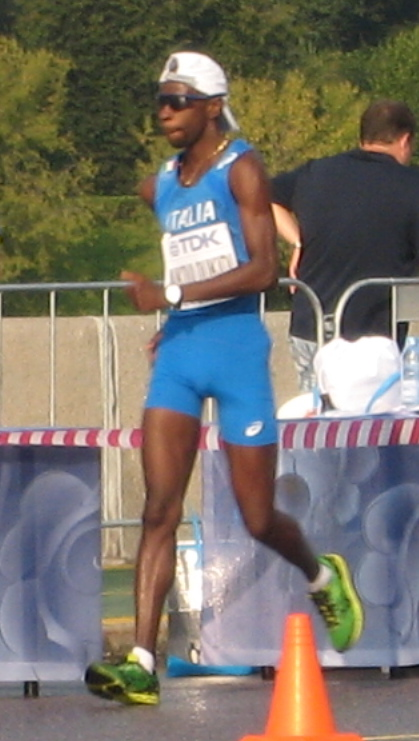
Jean Jacques Nkouloukidi – Rang 37
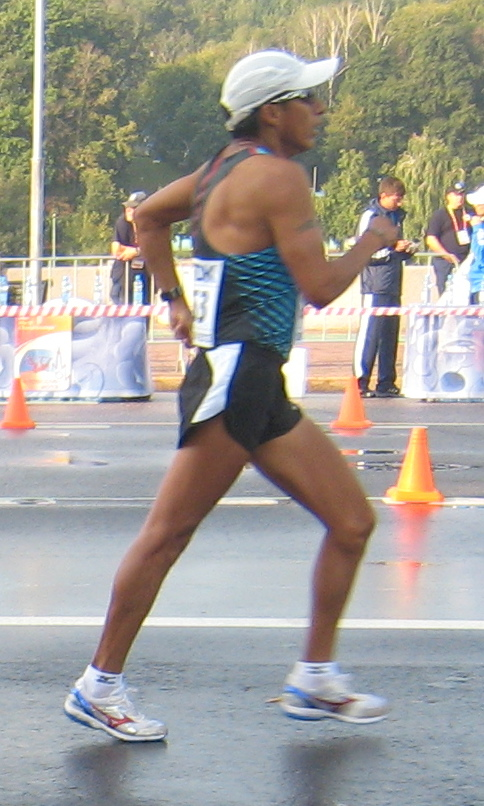
Andrés Chocho – Rang 38
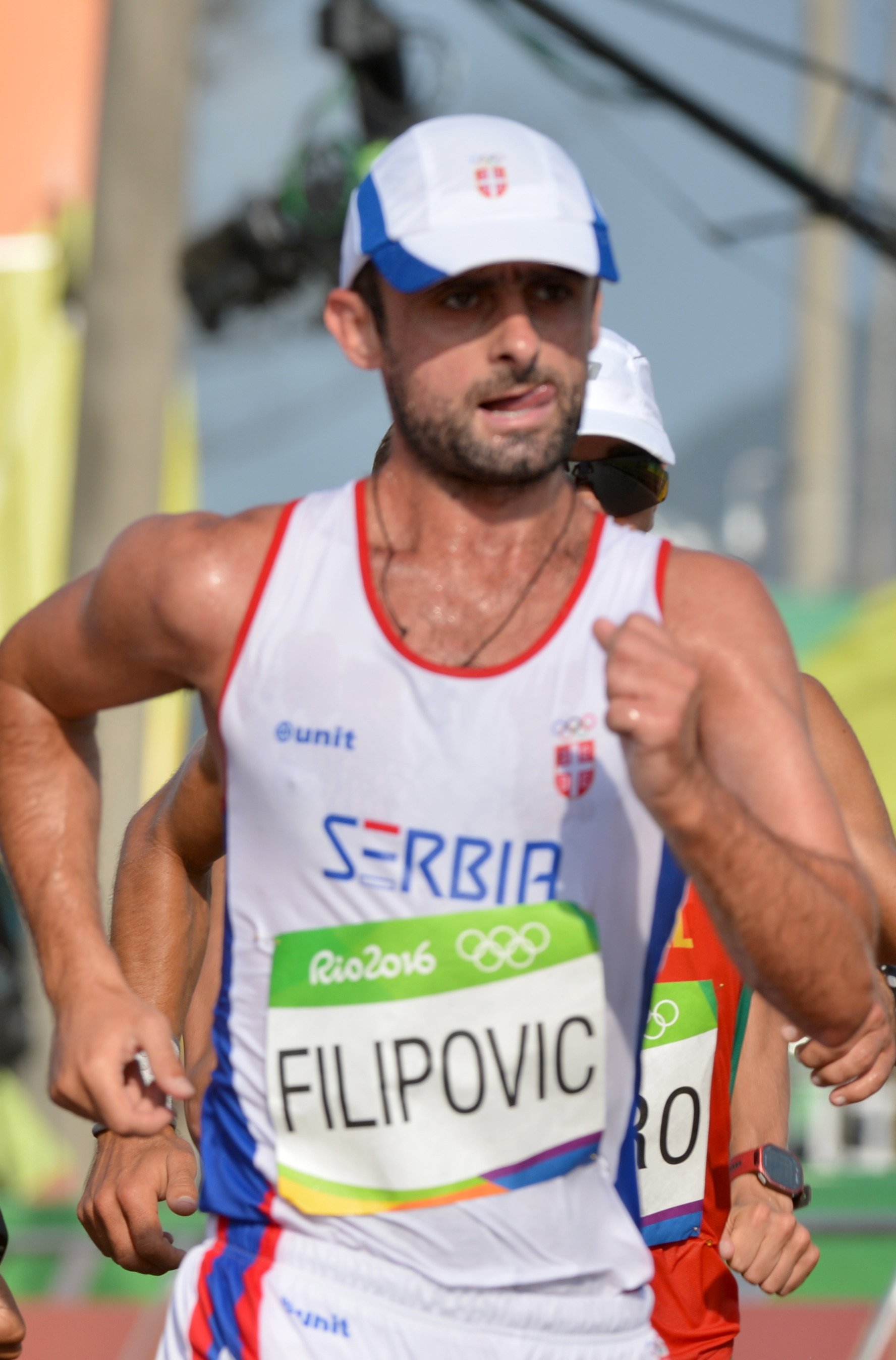
Predrag Filipović – Rang 41
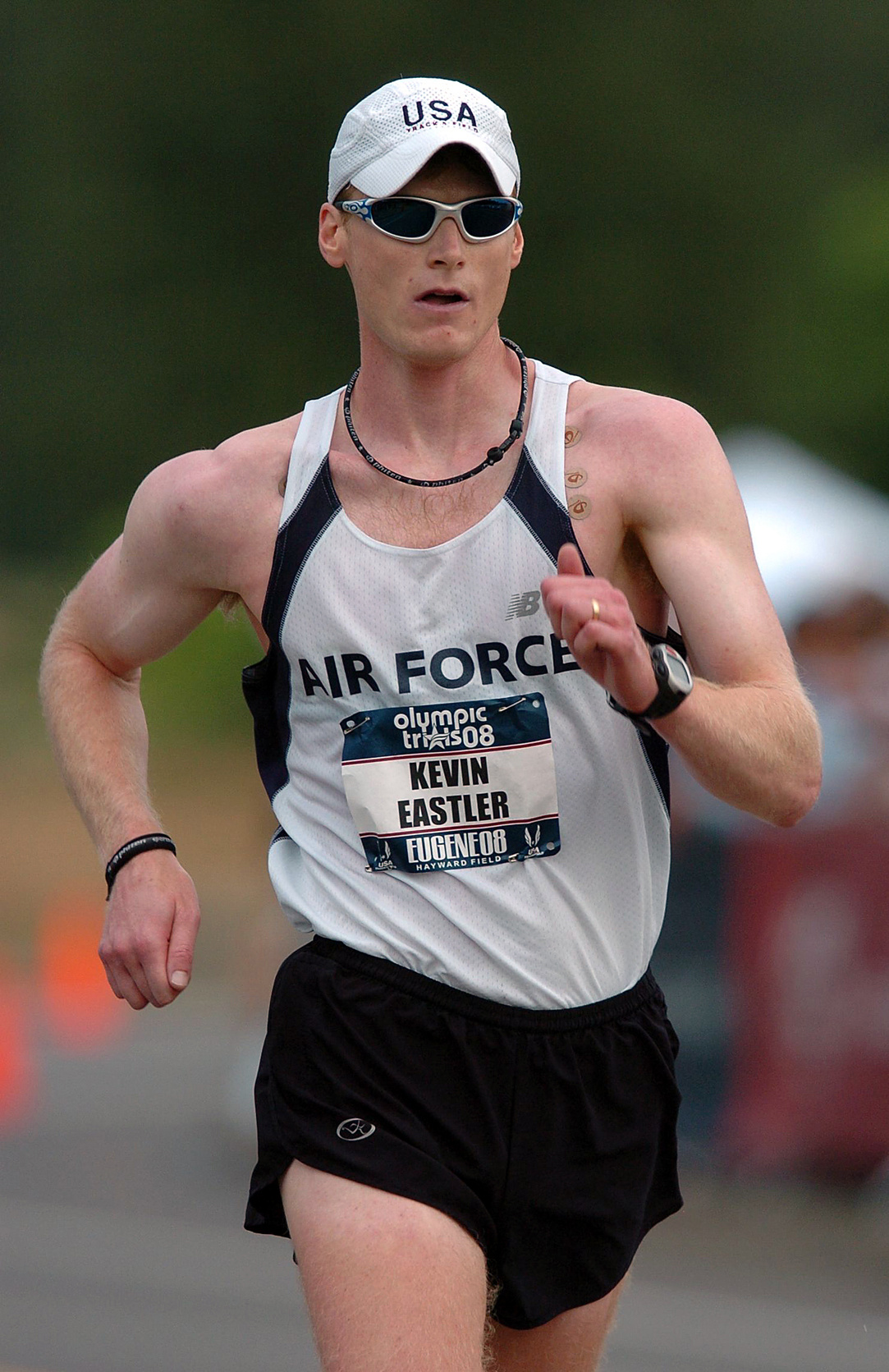
Kevin Eastler – Rang 43
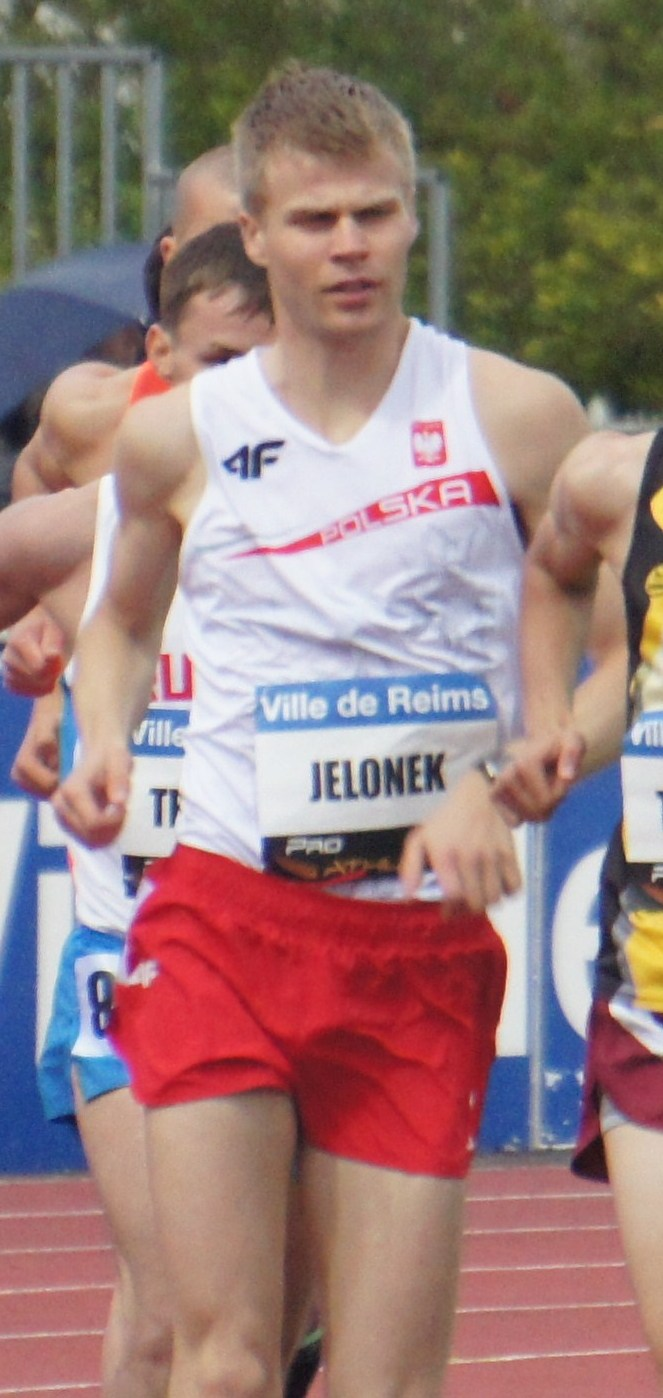
Jakub Jelonek – Rang 46
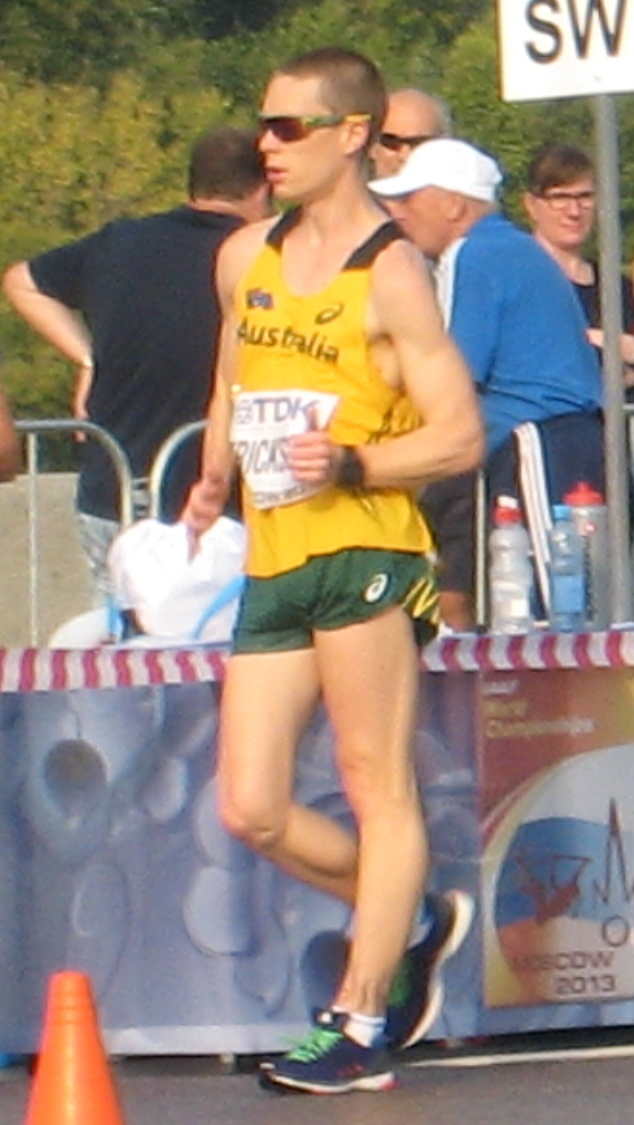
Chris Erickson – disqualifiziert
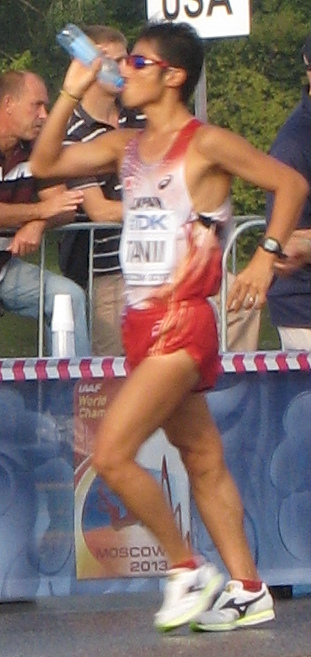
Takayuki Tanii – disqualifiziert

## Video
- Athletics - Men's 20KM Race Walk - Beijing 2008 Summer Olympic Games, youtube.com, abgerufen am 7. März 2022